# Volvo PV60
Volvo PV60 — автомобіль, який вироблявся компанією Volvo між 1946 та 1950 роками. Це був перший автомобіль, який випустила шведська компанія після закінчення Другої світової війни.
Розробка PV60 розпочалася в 1939 році, і автомобіль був представлений громадськості разом з меншим PV444 у вересні 1944 року. Спочатку його планували представити в 1940 році, але дебют його затягнула війна. Великий автомобіль оснащувався двигуном 3,670 см3 (3,7 л; 224,0 кубічних дюймів) І6, потужністю 90 к.с. (67 кВт). Він працював з триступеневою механічною коробки передач. У транспортного засобу була колісна база 2850 мм (112,2 дюйма) і довжина 4725 мм (186,0 дюйма).
Хоча брошура з продажу описувала його як "en linjeren vagn i europeisk stil" (чистий тренер в європейському стилі), він мав велику схожість з Pontiac 1939 року, перед майже неможливо відрізнити від оригіналу. Однак Volvo був на 10 см коротший, ніж найменший Pontiac.

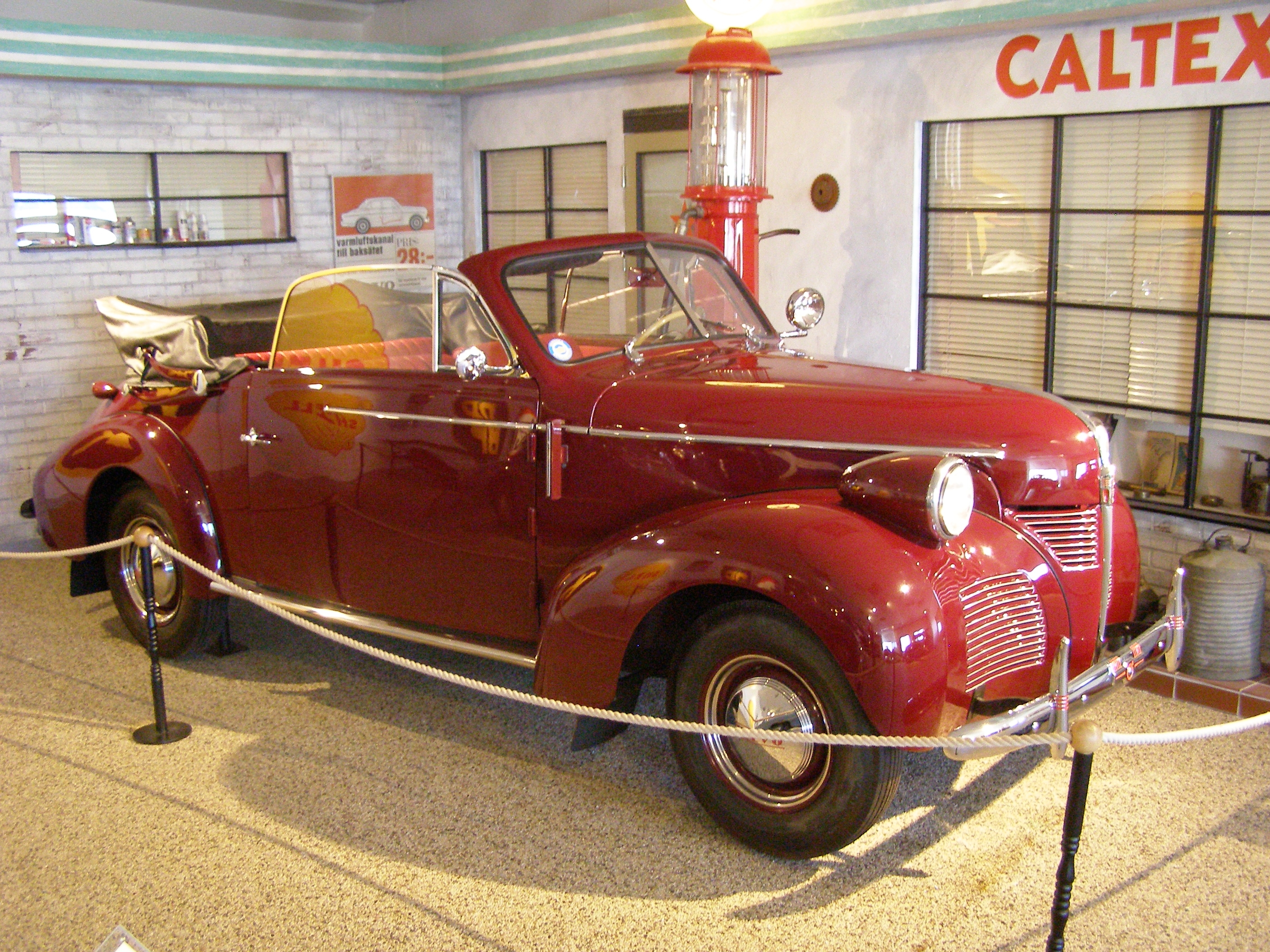
Volvo PV61

Виробництво розпочалося в грудні 1946 року, і більшість автомобілів були побудовані у 1949 та 1950 роках. Всього було вироблено 3506 PV60, близько 500 з яких були створені як вантажівки чи мікроавтобуси.
Менший PV444 був більше придатний для повоєнної економіки, а виробництво PV60 припинилося в 1950 році. Минуло майже два десятиліття, поки Volvo представив ще один шестициліндровий люксовий автомобіль Volvo 164.